# پت هیلی (هنرپیشه)
پت هیلی (انگلیسی: Pat Healy؛ زادهٔ) یک هنرپیشه، و نویسنده اهل ایالات متحده آمریکا است.
او در فیلم‌های زن آمریکایی و دانی‌بروک بازی کرده است.